# Glaciar León
Glaciar León är en glaciär i Antarktis. Den ligger i Västantarktis. Argentina, Chile och Storbritannien gör anspråk på området.
Terrängen runt Glaciar León är varierad. Havet är nära León åt sydost. Trakten är obefolkad. Det finns inga samhällen i närheten.